# Liste des genres de mammifères
- Haut – A
- B
- C
- D
- E
- F
- G
- H
- I
- J
- K
- L
- M
- N
- O
- P
- Q
- R
- S
- T
- U
- V
- W
- X
- Y
- Z

## A
Abditomys,
Abrawayaomys,
Abrocoma,
Acerodon,
Acinonyx,
Acomys,
Aconaemys,
Acrobates,
Addax,
Aepeomys,
Aepyceros,
Aepyprymnus,
Aeretes,
Aeromys,
Aethalops,
Aethomys,
Agouti,
Ailuropoda,
Ailurops,
Ailurus,
Akodon,
Alcelaphus,
Alces,
Alionycteris,
Allactaga,
Allactodipus,
Allenopithecus,   
Allocebus,
Allocricetulus,
Alouatta,
Alticola,
Amblonyx,
Amblyrhiza,
Amblysomus,
Ametrida ,
Ammodillus,
Ammodorcas,
Ammospermophilus,
Ammotragus,
Amorphochilus schnablii,
Anathana,
Andalgalomys,
Andinomys,
Anisomys,
Anomalurus,
Anonymomys,
Anotomys,
Anoura ,
Anourosorex,
Antechinus,
Anthops , 
Antidorcas,
Antilocapra,
Antilope,
Antrozous,
Aonyx,
Aotus,
Aplodontia,
Apodemus,
Apomys,
Aproteles,
Arborimus,
Archboldomys,
Arctictis,
 Arctocebus, 
Arctocephalus,
Arctogalidia,
Arctonyx,
Ardops ,
Ariteus ,
Artibeus ,
Arvicanthis,
Arvicola,
Asellia ,
Aselliscus , 
Atelerix,
Ateles,
Atelocynus,
Atherurus,
Atilax,
Atlantoxerus,
Auliscomys,
Avahi,
Axis,

## B
Babyrousa,
Baiomys,
Balaena,
Balaenoptera,
Balantiopteryx,
Balionycteris,
Bandicota,
Barbastella,
Bassaricyon,
Bassariscus,
Bathyergus,
Batomys,
Bdeogale,
Beamys, 
Belomys,
Berardius,
Berylmys,
Bettongia,
Bibimys,
Bison,
Biswamoyopterus,
Blanfordimys, 
Blarina, 
Blarinella,  
Blarinomys,
Blastocerus,
Bolomys,
Boneia,
Boromys,
Bos, 
Boselaphus,
Brachiones,
Brachylagus,
Brachyphylla ,   
Brachytarsomys,
Brachyphylla ,
Brachyteles, 
Brachyuromys,
Bradypus, 
Brotomys,
Bubalus,  
Budorcas,
Bullimus,
Bunolagus,
Bunomys,
Burramys,

## C
Cabassous, 
Cacajao, 
Caenolestes,
Calcochloris,
Callicebus, 
Callimico,  
Callithrix, 
Callorhinus, 
Callosciurus,
Calomys,
Calomyscus,
Caloprymnus, 
Caluromys,
Caluromysiops,
Camelus,
Canis, 
Cannomys,  
Cansumys, 
Caperea,
Capra,
Capreolus,
Caprolagus,
Capromys,
Caracal,
Cardiocranius, 
Cardioderma,
Carpomys,
Carollia ,
Carterodon,
Casinycteris,
Castor, 
Catagonus, 
Catopuma,
Cavia,
Cebus,
Celaenomys,
Centronycteris,
Centurio ,
Cephalophus,
Cephalorhynchus,
Ceratotherium,
Cercartetus,
Cercocebus, 
Cercopithecus, 
Cerdocyon, 
Cervus,
Chaerephon,
Chaeropus,
Chaetodipus,
Chaetomys,
Chaetophractus, 
Chalinolobus,
Cheirogaleus,
Cheiromeles,
Chelemys,
Chibchanomys,
Chilomys,
Chimarrogale, 
Chinchilla,
Chinchillula,
Chionomys,
Chiroderma ,
Chiromyscus,
Chironax,
Chironectes,
Chiropodomys,
Chiropotes, 
Chiruromys,
Chlamyphorus, 
Chlorocebus, 
Chlorotalpa,
Choeroniscus ,
Choeronycteris ,
Choloepus, 
Chroeomys,
Chrotopterus ,
Chrotogale, 
Chrotomys,
Chrysochloris,
Chrysocyon, 
Chrysospalax,
Civettictis, 
Clethrionomys, 
Clidomys,
Cloeotis , 
Clyomys,
Coccymys,
 Coelops , 
Coendou,
Coleura,
Colobus, 
Colomys,
Condylura, 
Conepatus, 
Congosorex, 
Conilurus,
Connochaetes,
Cormura,
Coryphomys,
Craseonycteris,
Crateromys,
Cremnomys,
Cricetomys, 
Cricetulus, 
Cricetus,
Crocidura, 
Crocuta, 
Crossarchus,
Crossomys,
Crunomys,
Cryptochloris,
Cryptomys,
Cryptoprocta, 
Cryptotis, 
Ctenodactylus, 
Ctenomys,  
Cuon, 
Cyclopes , 
Cynictis, 
Cynocephalus,
Cynogale, 
Cynomys,
Cynopterus,
Cystophora,
Cyttarops,

## D
Dacnomys,
Dactylomys,
Dactylopsila,
Dama,
Damaliscus, 
Dasycercus,
Dasykaluta,
Dasymys,
Dasyprocta,
Dasypus, 
Dasyurus,
Daubentonia,
Delanymys,
Delomys,
Delphinapterus,  
Delphinus,
Dendrogale,
Dendrohyrax, 
Dendrolagus,
Dendromus, 
Dendroprionomys, 
Deomys, 
Dephomys,
Desmana,
Desmodilliscus,
Desmodillus,
Desmodus , 
Desmomys,
Diaemus ,
Dicerorhinus,  
Diceros,  
Diclidurus,
Dicrostonyx, 
Didelphis,
Dinaromys, 
Dinomys,
Diomys,
Diphylla  , 
Diplogale, 
Diplomesodon,
Diplomys,
Diplothrix,
Dipodomys,
Dipus, 
Distoechurus,
Dobsonia,
Dolichotis,
Dologale, 
Dorcatragus,
Dorcopsis,
Dorcopsulus,
Dremomys,
Dromiciops,
Dryomys,
Dugong,
Dusicyon,
Dyacopterus,

## E
Echimys,
Echinoprocta,
Echinops,
Echinosorex,
Echiothrix,
Echymipera,
Ectophylla,
Eidolon,  
Eira,
Elaphodus,
Elaphurus,
Elasmodontomys,
Elephantulus,
Elephas,
Eligmodontia,
Eliomys,
Eliurus,
Ellobius,
Emballonura,
Enhydra,
Eolagurus, 
Eonycteris,
Eothenomys,
Eozapus,
Epixerus,
Epomophorus,
Epomops,
Eptesicus,
Equus,
Eremitalpa,
Eremodipus,
Erethizon,
Erignathus,
Erinaceus,
Eropeplus,
Erophylla ,
Erythrocebus, 
Eschrichtius,
Eubalaena,
Euchoreutes,
Euderma,
Eudiscopus,
Eulemur, 
Eumetopias,
Eumops,
Euneomys,
Eupetaurus,
Euphractus,
Eupleres, 
Euroscaptor, 
Euryzygomatomys,
Exilisciurus,
Eyra,

## F
Felis,
Felovia,
Feresa,
Feroculus,
Fossa,
Funambulus,
Funisciurus,
Furipterus,

## G
Galea,
Galemys,
Galenomys,
Galerella,
Galictis,
Galidia,
Galidictis,
Gazella,
Genetta,
Geocapromys,
Geogale,
Geomys,  
Georychus,
Geoxus,
Gerbillurus,
Gerbillus,
Girafe,
Glaucomys,
Glironia,
Glirulus, 
Glischropus,
Globicephala,
Glossophaga ,
Glyphotes,
Golunda,
Gorilla,
Gracilinanus,
Grammomys,
Grampus,
Graomys,
Graphiurus, 
Gulo, 
Gymnobelideus,
Gymnuromys,

## H
Habromys,
Hadromys,
Haeromys,
Halichoerus, 
Hapalemur, 
Hapalomys,
Haplonycteris,
Harpiocephalus,
Harpyionycteris, 
Heimyscus,
Helarctos,
Heliophobius,
Heliosciurus,
Helogale, 
Hemibelideus, 
Hemicentetes,
Hemiechinus,
Hemigalus, 
Hemitragus,
Herpailurus, 
Herpestes, 
Hesperoptenus,
Heterocephalus,
Heterohyrax, 
Heteromys,
Heteropsomys,
Hexaprotodon,
Hexolobodon,
Hippocamelus,
Hippopotamus,
 Hipposideros , 
Hippotragus, 
Histiotus,
Histriophoca,  
Hodomys,
Holochilus,
Homo,
Hoplomys,
Hyaena,
Hybomys,
Hydrictis, 
Hydrochaeris,
Hydrodamalis ,
Hydromys,
Hydropotes,
Hydrurga,
Hyemoschus,
Hylobates,
Hylochoerus,
Hylonycteris ,
Hylomys,
Hylomyscus,
Hylopetes,
Hyomys,
Hyosciurus,
Hyperacrius, 
Hyperoodon,
Hypogeomys,
Hypsignathus,
Hypsiprymnodon,
Hystrix,

## I
Ia,
Ichneumia, 
Ichthyomys,
Ictonyx,
Idionycteris,
Idiurus, 
Indopacetus,
Indri,
Iomys,
Irenomys,
Isolobodon,  
Isoodon, 
Isothrix,
Isthmomys,

## J
Jaculus,
Juscelinomys,
jaguar

## K
Kadarsanomys,
Kannabateomys,
Kerivoula,
Kerodon,
Kobus,
Kogia,  
Komodomys,
Kunsia,

## L
Laephotis,
Lagenodelphis,
Lagenorhynchus,
Lagidium,  
Lagorchestes,
Lagostomus,
Lagostrophus,
Lagothrix, 
Lagurus, 
Lama,
Lamottemys,
Lariscus,
Lasionycteris,
Lasiopodomys, 
Lasiorhinus, 
Lasiurus,
Latidens, 
Lavia, 
Leggadina,
Leimacomys, 
Leithiinae,  
Lemmiscus, 
Lemmus, 
Lemniscomys,
Lemur, 
Lenomys,
Lenothrix,
Lenoxus,
Leontopithecus,
Leopardus, 
Leopoldamys,
Lepilemur,
Leporillus,
Leptailurus,
Leptomys,
Leptonychotes, 
Leptonycteris ,
Lepus,
'Lestodelphys, 
Lestoros,
Liberiictis, 
Lichonycteris ,
Limnogale,
Limnomys,
Liomys,
Lionycteris ,
Lissodelphis,
Litocranius,
Lobodon,
Lonchophylla ,
Lonchorhina ,
Lonchothrix,
Lontra,
Lophiomys, 
Lophocebus,  
Lophuromys,
Lorentzimys,
Loris , 
Loxodonta, 
Lutra,
Lutreolina,
Lutrogale,
Lycaon, 
Lyncodon,
Lynx,

## M
Macaca, 
Macroderma, 
Macrogalidia,  
Macroglossus,
Macrophyllum ,
Macropus,
Macroscelides, 
Macrotarsomys,
Macrotis,
Macrotus ,
Macruromys,
Madoqua,  
Makalata,
Malacomys,
Malacothrix, 
Mallomys,
Mandrillus,
Manis,
Margaretamys,
Marmosa, 
Marmosops,
Marmota,  
Martes,  
Massoutiera, 
Mastomys,
Maxomys,
Mayermys,   
Mazama,
Megadendromus, 
Megaderma, 
Megadontomys,
Megaerops, 
Megaloglossus, 
Megalomys,
Megaptera,
Megasorex, 
Melanomys,
Melasmothrix,
Meles, 
Mellivora,
Melogale, 
Melomys,
Melonycteris,
Melursus,
Menetes,
Mephitis, 
Meriones,
Mesechinus,
Mesembriomys,
Mesocapromys,
Mesocricetus, 
Mesomys,
Mesophylla ,
Mesoplodon,
Metachirus, 
Micoureus, 
Microcavia,
Microcebus,
Microdillus,
Microdipodops,
Microgale,
Microhydromys,
Micromys,
Micronycteris ,
Microperoryctes,
Micropotamogale,
Micropteropus,
Microryzomys,
Microsciurus,  
Microtus, 
Millardia,
Mimetillus,
Mimon ,
Miniopterus,
Miopithecus, 
Mirounga, 
Mogera,
Molossops,
Molossus,
Monachus, 
Monodelphis, 
Monodon,
Monophyllus ,
Mops,
Mormoops,
Mormopterus,
Moschiola,
Moschus,
Mosia, 
Mungos, 
Mungotictis, 
Muntiacus,
Murexia,
Muriculus,
Murina,
Mus,
Muscardinus,
Musonycteris ,
Mustela, 
Mydaus,
Mylomys,
Myocastor,
Myoictis,
Myomimus, 
Myomys,
Myonycteris, 
Myoprocta,
Myopterus,
Myopus, 
Myosciurus,
Myosorex, 
Myospalax, 
Myotis,
Myoxinae,
Myoxus,
Myrmecobius, 
Myrmecophaga, 
Mysateles,
Mystacina,
Mystromys,
Myzopoda,

## N
Naemorhedus,
Nandinia, 
Nannosciurus,
Nannospalax,
Nanonycteris,
Napaeozapus, 
Nasalis, 
Nasua, 
Nasuella,
Natalus,  
Neacomys,
Nectogale,  
Nectomys,
Nelsonia,
Naemorhedus
Neofelis, 
Neofiber, 
Neohydromys,
Neomys, 
Neophascogale,
Neophoca,
Neopteryx, 
Neotoma,
Neotomodon,
Neotomys,
Neotragus,
Nesokia,
Nesolagus,
Nesomys,
Nesophontes, 
Nesoryzomys,
Nesoscaptor,
Neurotrichus,
Neusticomys,
Ningaui,
Niviventer,
Noctilio,
Notiomys,
Notiosorex,
Notomys,
Notopteris,
Notoryctes,
Nyctalus,  
Nyctereutes,
Nycteris,
Nycticeius,
Nyctimene, 
Nyctinomops,
Nycticebus,
Nyctomys,
Nyctophilus,

## O
Ochotona,
Ochrotomys,
Octodon,
Octodontomys,  
Octomys,
Odobenus, 
Odocoileus,
Oecomys,
Oenomys,
okapi,
Olallamys,
Oligoryzomys,
Ommatophoca, 
Oncifelis,
Ondatra, 
Onychogalea,
Onychomys,
Orcaella,
Orcinus,
Oreailurus,
Oreamnos,
Oreotragus,
Ornithorhynchus,
Orthogeomys,  
Orycteropus,
Oryctolagus,
Oryx, 
Oryzomys,
Oryzorictes,    
Osbornictis,
Osgoodomys,
Otaria, 
Otocolobus, 
Otocyon,
Otomops,
Otomys,
Otonycteris,
Otonyctomys,
Otopteropus, 
Ototylomys,
Ourebia,
Ovibos,
Ovis,
Oxymycterus,
Ozotoceros,

## P
Pachyuromys,
Pagophilus,  
Paguma, 
Palawanomys,
Pan,
Panthera,
Pantholops,
Papagomys,
Papio, 
Pappogeomys,
 Paracoelops , 
Paracrocidura,
Paracynictis, 
Paradipus, 
Paradoxurus,
Parahydromys,
Paraleptomys,
Parantechinus,
Paranyctimene, 
Parascalops,
Paraxerus,
Pardofelis, 
Parotomys,
Paruromys,
Paulamys,
Pecari,
Pectinator,
Pedetes,
Pelea,  
Pelomys,
Pentalagus,
Penthetor,
Peponocephala,
Perameles,
Perodicticus  ,
Perognathus,
Peromyscus,
Peropteryx, 
Peroryctes,
Petaurillus,
Petaurista,
Petauroides,
Petaurus,
Petinomys,
Petrodromus, 
Petrogale,
Petromus,
Petromyscus,
Petropseudes,
Phacochoerus,
Phaenomys,
Phalanger,
Phaner,
Pharotis,
Phascogale,
Phascolarctos,
Phascolosorex,
Phaulomys, 
Phenacomys, 
Philander, 
Philetor,
Phloeomys,
Phoca, 
Phocarctos, 
Phodopus,
Phylloderma ,
Phyllonycteris  ,
Phyllops ,
Phyllostomus ,
Phyllotis,
Physeter,
Pipistrellus,  
Pithecheir,
Pithecia,
Plagiodontia,
Planigale,
Platacanthomys,
Platalina  ,
Platyrrhinus ,
Plecotus,
Plerotes,
Podogymnura,
Podomys,
Podoxymys,
Poecilogale,
Poelagus,
Pogonomelomys,
Pogonomys,
Poiana, 
Pongo,
Potamochoerus,
Potamogale,
Potorous, 
Potos,  
Praomys,
Presbytis, 
Priodontes,
Prionailurus,
Prionodon, 
Prionomys, 
Procapra,
Procavia,
Procolobus, 
Procyon,
Proechimys,
Proedromys, 
Profelis, 
Prolagus,
Prometheomys, 
Promops,
Pronolagus,
Propithecus, 
Prosciurillus,  
Proteles,
Protoxerus,  
Psammomys,
Pseudalopex, 
Pseudantechinus,
Pseudocheirus,
Pseudochirops,
Pseudohydromys,
Pseudois,
Pseudomys,
Pseudorca,
Pseudoryzomys,
Ptenochirus, 
Pteralopex, 
Pteromys,
Pteromyscus,
Pteronotus,
Pteronura,
Pteropus,
Ptilocercus, 
Pudu,
Puertoricomys,
Puma,  
Punomys,
Pusa,
Pygathrix, 
Pygeretmus,
Pygoderma ,

## Q
Quemisia,

## R
Rangifer,
Raphicerus,
Rattus,
Ratufa,
Redunca,
Reithrodon,
Reithrodontomys,
Rhabdomys,
Rhagomys,
Rheithrosciurus,
Rheomys,
Rhinoceros,
Rhinolophus ,
Rhinophylla ,
 Rhinonicteris , 
Rhinopoma,
Rhinosciurus,
Rhipidomys,
Rhizomys,
Rhizoplagiodontia,  
Rhogeessa,
Rhombomys,
Rhynchocyon,
Rhynchogale, 
Rhyncholestes,
Rhynchomeles,
Rhynchomys,
Rhynchonycteris, 
Romerolagus,
Rousettus,  
Rubrisciurus,
Rupicapra,
Ruwenzorisorex, 

## S
Saccolaimus, 
Saccopteryx,
Saccostomus,
Saguinus,
Saiga,
Saimiri,
Salanoia,
Salpingotus, 
Sarcophilus,
Scalopus,
Scapanulus,
Scapanus,
Scapteromys,
Scaptochirus,
Scaptonyx,
Sciurillus,
Sciurotamias,
Sciurus,
Scleronycteris , 
Scolomys,
Scotinomys,
Scotoecus,
Scotomanes,
Scotonycteris,
Scotophilus,
Scutisorex,
Sekeetamys,
Selevinia,
Semnopithecus,
Setifer,
Setonix,
Sicista,
Sigmoceros,
Sigmodon,
Sigmodontomys,
Sminthopsis,
Solenodon,
Solisorex,
Solomys,
Sorex,  
Soriculus,
Sotalia,
Sousa,
Spalacopus,
Spalax,
Spelaeomys,
Speothos, 
Spermophilopsis,
Spermophilus,
Sphaerias,
Sphaeronycteris ,
Sphiggurus,
Spilocuscus,
Spilogale,
Srilankamys,
Steatomys, 
Stenella,
Steno,
Stenocephalemys,
Stenoderma ,
Stenomys,
Stochomys,
Strigocuscus,
Sturnira ,
Styloctenium, 
Stylodipus,
Suncus,
Sundamys,
Sundasciurus,
Surdisorex,
Suricata,
Sus,
Syconycteris,
Sylvicapra,
Sylvilagus,
Sylvisorex,
Synaptomys,
Syncerus,
Syntheosciurus,

## T
Tachyglossus,
Tachyoryctes,
Tadarida,
Taeromys,
Talpa, 
Tamandua,  
Tamia,s 
Tamiasciurus,
Tamiops,
Taphozous,
Tapirus,
Tarsipes,
Tarsius,
Tarsomys,
Tasmacetus,
Tateomys,
Tatera,
Taterillus,
Taurotragus, 
Taxidea,
Tayassu, 
Tenrec,    
Tetracerus, 
Thallomys,
Thalpomys,
Thamnomys,
Theropithecus,
Thomasomys,
Thomomys, 
Thoopterus,
Thrichomys,
Thryonomys,
Thylacinus,
Thylamys,
Thylogale,
Thyroptera,
Tokudaia,
Tolypeutes, 
Tomopeas,
Tonatia ,
Trachypithecus,
Trachops ,
Tragelaphus, 
Tragulus,
Tremarctos,
 Triaenops , 
Trichechus,
Trichosurus,
Trichys,
Trogopterus,
Tryphomys,
Tscherskia, 
Tupaia,
Tursiops,
Tylomys,
Tylonycteris,
Tympanoctomys,
Typhlomys,

## U
Uncia,
Uranomys,
Urocyon,
Uroderma ,
Urogale,
Uromys,
Uropsilus,
Urotrichus,
Ursus,

## V
Vampyressa ,
Vampyrodes ,
Vampyrum  ,
Vandeleuria,
Varecia,
Vernaya, 
Vespertilio,
Vicugna,
Viverra, 
Viverricula,
Volemys,
Vombatus,
Vormela,
Vulpes,

## W
Wallabia,
Wiedomys,
Wilfredomys,
Wyulda,

## X
Xenomys,
Xenuromys, 
Xeromys, 
Xerus,

## Z
Zaedyus,
Zaglossus,
Zalophus,
Zapus,
Zelotomys,
Zenkerella, 
Ziphius,
Zygodontomys,
Zygogeomys,
Zyzomys,